# Lam Akol
Lam Akol Ajawin é um político sul-sudanês descendente dos shilluk. É líder do partido Movimento Democrático Nacional  e um ex-oficial de alto escalão do Exército Popular de Libertação do Sudão e, posteriormente, tornou-se Ministro das Relações Exteriores do Sudão de setembro de 2005 a outubro de 2007, quando o governo de Cartum ofereceu ao Exército Popular de Libertação do Sudão vários outros ministérios importantes como parte de um acordo de paz.

## Juventude
Akol nasceu em 15 de julho de 1950 em Athidhwoi, Alto Nilo. Ele recebeu um PhD em engenharia química pelo Imperial College London e lecionou na Universidade de Cartum.

## Exército Popular de Libertação do Sudão
Akol juntou-se ao Exército Popular de Libertação do Sudão (EPLS) em 1986 depois de ter sido um membro clandestino desde outubro de 1983. Em 1991, juntou-se a Riek Machar e Gordon Kong para romper com o EPLS e formar o Exército Popular de Libertação do Sudão - Nasir (EPLS-Nasir). Em 5 de abril de 1993, depois que William Nyuon Bany se juntou a eles e uniram forças com outra facção sob Kerubino Kwanyin Bol, o nome de sua facção foi mudado para EPLS-Unido.
Akol foi demitido por Machar em fevereiro de 1994 e tornou-se presidente de uma facção do E/MPLS-Unido após união com comandantes superiores  do EPLS que estavam detidos por ordem de John Garang. Posteriormente, ele assinou o Acordo de Paz de Fashoda com o governo em 1997 e foi nomeado em março de 1998 Ministro dos Transportes do Sudão, cargo que ocupou por quatro anos. Em 2002, Akol renunciou ao governo do Congresso Nacional e tornou-se um membro importante do recém-formado Partido da Justiça, da oposição. Ele, com a maior parte de suas forças, regressou ao EPLS em outubro de 2003.
Em 2005, Akol escreveu um artigo detalhando seu papel como negociador em nome de Garang no início da Operação Lifeline Sudan.
Em outubro de 2007, o Movimento Popular de Libertação do Sudão (MPLS) retirou-se do governo de Cartum; exigia, entre outras coisas, que Akol fosse afastado do cargo de ministro das Relações Exteriores, por ser acusado de ser muito próximo do regime. O Presidente do MPLS nomeou-o Ministro dos Assuntos do Gabinete, o que foi confirmado em 17 de outubro pelo Presidente Omar al-Bashir, e nomeou Deng Alor, um importante membro do MPLS (membro do bureau político do movimento) que anteriormente havia sido Ministro dos Assuntos do Gabinete, para substituir Akol como ministro das Relações Exteriores.